# Hancom Office
Hancom Office, anciennement ThinkFree Office, est une suite bureautique disponible pour Windows, macOS et Linux intégrant un traitement de texte, un tableur et un éditeur de présentation graphique nommé respectivement Hancom Write, Calc et Show. Une version web est désormais disponible et accessible à travers un navigateur (Internet explorer, Firefox, Safari...)

## Compatibilité
Hancom Office peut ouvrir, modifier et enregistrer des fichiers aux formats Microsoft Office suivants : .doc, .xls, .ppt, ce qui la rend du même coup compatible StarOffice, et les versions libres OpenOffice et LibreOffice